# هاينريش شليمان
هاينريش شليمان (بالألمانية: Heinrich Schliemann)
ولد في 6 يناير 1822 وتوفى في 26 ديسمبر 1890، كان عالم آثار ألماني، اكتسب شهرة كرجل أعمال في روسيا أثناء حرب القرم (1853 - 1856)، في سن الحادية والأربعين أصبح كثير السفر. وبعد دراسته الآثار في باريس، انتقل إلى اليونان وقضى معظم حياته في دراسة الحضارات القديمة.
حصل على درجة الدكتوراه من جامعة روستوك سنة 1869، وكان أول من بدأ دراسة تاريخ اليونان القديم والحضارات المجاورة على بحر إيجة. اكتشف هو وزوجته صوفيا إنجاسترومينوس شليمان مدينة طروادة المدفونة، فيما يسمى الآن تركيا. اشتهرت طروادة بفضل الملحمة اليونانية الإلياذة. استطاع شليمان وزوجته مسترشدا بالإلياذة اكتشاف مدينة طروادة سنة 1870.

## الإرث والنقد
يقع متحف أثينا للعملات المعدنية في مكان إقامة شليمان في «قصر إيليوم» وسط مدينة أثينا، في إيليو ميلاثرون.
كان شليمان، إلى جانب السير آرثر إيفانز، رائدًا في دراسة حضارة بحر إيجة في العصر البرونزي. كان الرجلان يعرفان بعضهما البعض، فقد زار إيفانز مواقع شليمان. كان شليمان قد خطط للتنقيب في كنوسوس، لكنه توفي قبل أن يحقق حلمه. اشترى إيفانز الموقع وتولى مسؤولية المشروع، الذي كان لا يزال في مهده آنذاك.
أشارت أعمال التنقيب المتزايدة حينها في موقع طروادة من قبل آخرين إلى أن الطبقة التي أطلق عليها شليمان اسم طروادة الإلياذة كانت غير دقيقة، رغم احتفاظهم بالأسماء التي أطلقها شليمان. كتب دي.إف إيستون في مقالة له بعنوان العالم الكلاسيكي عام 1998، أن شليمان «لم يكن بارعًا في فصل الواقع عن التفسير» وقال أيضًا إنه «في عام 1872، استطاع فرانك كالفيرت أن يستنتج من الفخار أن طروادة الثانية يجب أن تكون مبكرة بمئات السنين عن طروادة التي شهدت حرب طروادة، وهي النقطة التي أثبتها أخيرًا اكتشاف الفخار الميسيني في طروادة السادسة عام 1890». عُثر على «كنز الملك بريام» في طبقة طروادة الثاني، وهي طبقة العصر البرونزي المبكر، قبل وقت طويل من طروادة السادسة أو طروادة السابعة في العصر الميسيني المزدهر والمتقدم في عهد الملك بريام. كانت الاكتشافات فريدة من نوعها إضافة إلى ما سبق. لا يبدو أن القطع الأثرية الذهبية المتقنة تنتمي إلى العصر البرونزي المبكر.
أدان علماء الآثار لاحقًا أعمال التنقيب التي قام بها شليمان لأنها دمرت الطبقات الرئيسية لطروادة الحقيقية. سخر كينيث دبليو هارل في سلسلة محاضرات عن الحضارات القديمة العظيمة في آسيا الصغرى، والصادرة عن شركة تيتشينج كومباني، من أعمال التنقيب التي قام بها شليمان متبعًا أساليب قاسية حتى فعل بطروادة ما عجز الإغريق عن فعله في عصرهم، حيث دمر وسوّى أسوار المدينة كاملة بالأرض.
زعم البروفيسور ويليام كالدر من جامعة كولورادو في كلمة ألقاها ضمن احتفالية بذكرى ميلاد شليمان في عام 1972، أنه اكتشف العديد من المشاكل المحتملة في عمل شليمان. تبعه في ذلك باحثون آخرون، مثل البروفيسور ديفيد ترايل من جامعة كاليفورنيا.

أثار مقال نشرته الجمعية الجغرافية الوطنية عام 2004 تساؤلات حول مؤهلات شليمان ودوافعه وأساليبه:
قام هاينريش شليمان في شمال غرب تركيا، بالتنقيب في الموقع الذي يُعتقد أنه طروادة في عام 1870. كان شليمان مغامرًا ألمانيًا ومخادعًا عندما نسب إلى نفسه الفضل في الاكتشاف، مع أنه كان يحفر في الموقع المسمى حصارليك، بطلب من عالم الآثار البريطاني فرانك كالفيرت. شق شليمان طريقه إلى المدينة الثانية حرصًا منه على العثور على كنوز طروادة الأسطورية، فوجد المجوهرات التي اعتقد أنها ترجع لهيلين. اتضح فيما بعد أن المجوهرات أقدم بألف عام من الزمن المذكور في ملحمة هوميروس.
وجهت إحدى المقالات المنشورة في عام 2005 انتقادات مشابهة، عند نقل خطاب ألقاه الباحث سي. برايان روز في جامعة بنسلفانيا:
كان عالم الآثار الألماني هاينريش شليمان أول من استكشف تل طروادة في سبعينيات القرن التاسع عشر. قال روز إن شليمان لم يتلق للأسف أي تعليم نظامي في علم الآثار، وحفر خندقًا هائلًا «لا زلنا نسميه خندق شليمان»، لأن شليمان «دمر كمية هائلة من المواد» في هذه العملية. لم يتقبل شليمان حقيقة أن الكنز عثر عليه في طبقة تبعد ألف عام عن المعركة بين الإغريق والطرواديين إلا في وقتٍ متأخرٍ من حياته المهنية، وبالتالي لا يمكن أن يكون كنز الملك بريام. لم يكتشف شليمان الحقيقة، لكن الحيلة الدعائية نجحت، فاشتهر شليمان وموقعه ونهض مجال الدراسات الهوميرية في أواخر القرن التاسع عشر. تعرض شليمان خلال هذه الفترة للانتقاد والسخرية بسبب مزاعمه بإنجاب طفل من فتاة آشورية محلية فتوجهت إليه تهم الخيانة الزوجية والزنا ولم يؤكدها شليمان أو ينكرها.
وُصفت أساليب شليمان بأنها «وحشية وهمجية. حفر شليمان طبقات التربة وكل ما فيها دون الاهتمام بحفظ سجلات مناسبة - ولا رسم خرائط للاكتشافات، ودون تسجيل أوصاف كافية للاكتشافات». انتقد بعض علماء الآثار المعاصرين لشليمان مثل سبيريدون كومنوس وستيفن سالزبوري الثالث قسوته في التنقيب وتفسيره الاستنتاجي واستيلائه على القطع الأثرية. طغت شهرة اكتشافاته على مثل هذه الانتقادات خلال معظم القرن العشرين، حتى أن كارل بليجن برر تهوره قائلًا: «رغم وجود بعض الأخطاء الفادحة المؤسفة، إلا أن هذه الانتقادات مصحوبة غالبًا بالمقارنة مع التقنيات الحديثة للحفر؛ لكن علينا أن نتذكر من باب الإنصاف أنه قبل عام 1876 لم يكن يوجد سوى عدد قليل جدًا من الأشخاص، هذا إن وجدوا أصلًا، الذين يعرفون الطريقة الصحيحة للتنقيب. لم يكن هناك علم مخصص للتنقيب عن الآثار، وربما لم يكن هناك حفار آخر يفوق شليمان في العمل الميداني على الأرض».
بادر شليمان كذلك عام 1874 إلى إزالة المباني التي تعود إلى العصور الوسطى من أكروبوليس أثينا، ومنها برج أكروبوليس أثينا. أكمل شليمان المشروع رغم المعارضة الشديدة من جورج الأول ملك اليونان وغيره. ندد ويليام ميلر المؤرخ البارز لليونان الفرانكوقراطية، بهذا الأمر لاحقًا باعتباره «عملًا تخريبيًا لا يليق بأي شعب لديه إحساس باستمرارية التاريخ» وباعتباره «بربرية متشددة».
عثر شليمان خلال أعمال التنقيب التي قام بها في طروادة، على العديد من الفخار المرصع بالصلبان المعقوفة والمزخرفة واستشار القومي الآري إميل لويس بورنوف لتحديد الرمز. زعم بورنوف أن الرمز مرتبط بالآريين، وتبنى رمز الصليب المعقوف وروج له باعتباره رمزًا للقومية الآرية.

## روابط خارجية
- هاينريش شليمان على موقع الموسوعة البريطانية (الإنجليزية)
- هاينريش شليمان على موقع إن إن دي بي (الإنجليزية)